# Plumigorgia schuboti
Plumigorgia schuboti är en korallart som beskrevs av Philip Alderslade 1986. Plumigorgia schuboti ingår i släktet Plumigorgia och familjen Ifalukellidae. Inga underarter finns listade i Catalogue of Life.